# Dinocheirus topali
Dinocheirus topali är en spindeldjursart som beskrevs av Beier 1964. Dinocheirus topali ingår i släktet Dinocheirus och familjen blindklokrypare. Inga underarter finns listade i Catalogue of Life.